# Panthera palaeosinensis
Panthera palaeosinensis è un felide appartenente al genere Panthera, vissuto dal Pliocene superiore all'inizio del Pleistocene, all'incirca da 2,1 a 1,3 milioni di anni fa. Questo animale aveva una taglia intermedia tra la tigre e il leopardo ed è considerata una forma arcaica di tigre. Sono stati ritrovati fossili in Cina e sull'isola di Giava.